# Aberdeen Football Club 2022-2023
Questa voce raccoglie le informazioni riguardanti l'Aberdeen Football Club nelle competizioni ufficiali della stagione 2022-2023.

## Stagione
- In Scottish Premiership l'Aberdeen si classifica al terzo posto (57 punti), dietro ai Rangers e davanti agli Hearts, qualificandosi così in Europa League.
- In Scottish Cup sono eliminati al quarto turno dal Darvel (0-1).
- In Scottish League Cup sono eliminati in semifinale dai Rangers (1-2 d.t.s.).

## Maglie e sponsor
Il fornitore tecnico per la stagione 2022-2023 è Adidas, mentre lo sponsor ufficiale è TEXO. 
| Casa | Trasferta |

## Rosa
Aggiornata al 31 maggio 2023
| N. |                               | Ruolo | Calciatore                 |
| -- | ----------------------------- | ----- | -------------------------- |
| 1  | Inghilterra (bandiera)        | P     | Joe Lewis                  |
| 2  | Scozia (bandiera)             | C     | Ross McCrorie              |
| 3  | Scozia (bandiera)             | D     | Jack MacKenzie             |
| 4  | Irlanda (bandiera)            | D     | Liam Scales                |
| 5  | Inghilterra (bandiera)        | D     | Anthony Stewart (capitano) |
| 6  | Scozia (bandiera)             | C     | Graeme Shinnie             |
| 7  | Inghilterra (bandiera)        | A     | Shayden Morris             |
| 8  | Scozia (bandiera)             | C     | Connor Barron              |
| 9  | Macedonia del Nord (bandiera) | A     | Bojan Miovski              |
| 10 | Paesi Bassi (bandiera)        | A     | Vicente Besuijen           |
| 10 | Inghilterra (bandiera)        | A     | Dilan Markanday            |
| 11 | Capo Verde (bandiera)         | A     | Luís Lopes                 |
| 14 | Slovacchia (bandiera)         | C     | Patrik Myslovič            |
| 15 | Galles (bandiera)             | A     | Marley Watkins             |
| 16 | Albania (bandiera)            | C     | Ylber Ramadani             |
| 17 | Irlanda (bandiera)            | C     | Jonny Hayes                |

| N. |                             | Ruolo | Calciatore        |
| -- | --------------------------- | ----- | ----------------- |
| 18 | Inghilterra (bandiera)      | D     | Mattie Pollock    |
| 19 | Paesi Bassi (bandiera)      | P     | Jay Gorter        |
| 20 | Inghilterra (bandiera)      | C     | Leighton Clarkson |
| 21 | Stati Uniti (bandiera)      | C     | Dante Polvara     |
| 22 | Inghilterra (bandiera)      | D     | Hayden Coulson    |
| 23 | Scozia (bandiera)           | C     | Ryan Duncan       |
| 24 | Paesi Bassi (bandiera)      | P     | Kelle Roos        |
| 25 | Inghilterra (bandiera)      | D     | Jayden Richardson |
| 26 | Inghilterra (bandiera)      | D     | Mason Hancock     |
| 27 | Inghilterra (bandiera)      | D     | Angus MacDonald   |
| 28 | Scozia (bandiera)           | C     | Jack Milne        |
| 33 | Irlanda del Nord (bandiera) | A     | Matty Kennedy     |
| 34 | Scozia (bandiera)           | A     | Alfie Bavidge     |
| 37 | Inghilterra (bandiera)      | A     | Callum Roberts    |
| 48 | Scozia (bandiera)           | A     | Liam Harvey       |
| 99 | Stati Uniti (bandiera)      | A     | Christian Ramirez |

## Calciomercato

### Sessione estiva
| Acquisti | Acquisti          | Acquisti          | Acquisti                |
| R.       | Nome              | da                | Modalità                |
| -------- | ----------------- | ----------------- | ----------------------- |
| C        | Ylber Ramadani    | MTK Budapest      | definitivo (120 mila €) |
| D        | Jayden Richardson | Nottingham Forest | definitivo (300 mila £) |
| D        | Liam Scales       | Celtic            | prestito                |
| A        | Bojan Miovski     | MTK Budapest      | definitivo (600 mila €) |
| D        | Anthony Stewart   | Wycombe           | definitivo (gratuito)   |
| P        | Kelle Roos        | Derby County      | definitivo (gratuito)   |
| A        | Luís Lopes        | Benfica           | definitivo (470 mila €) |
| A        | Callum Roberts    | Notts County      | definitivo (150 mila £) |
| D        | Hayden Coulson    | Middlesbrough     | prestito                |
| A        | Shayden Morris    | Fleetwood Town    | definitivo              |
| C        | Leighton Clarkson | Liverpool         | prestito                |

| Cessioni | Cessioni         | Cessioni           | Cessioni               |
| R.       | Nome             | a                  | Modalità               |
| -------- | ---------------- | ------------------ | ---------------------- |
| A        | Michael Ruth     | Queen of the South | definitivo             |
| C        | Dean Campbell    | Stevenage          | prestito               |
| D        | Andy Considine   | St. Johnstone      | definitivo             |
| A        | Calvin Ramsay    | Liverpool          | definitivo (4.2 mln £) |
| P        | Gary Woods       | Kilmarnock         | definitivo             |
| D        | Declan Gallagher | St. Mirren         | definitivo             |
| C        | Funso Ojo        | Port Vale          | definitivo             |
| C        | Dylan McGeouch   |                    | svincolato             |
| C        | Lewis Ferguson   | Bologna            | definitivo (3.5 mln €) |
| D        | Mason Hancock    | Arbroath           | prestito               |
| D        | David Bates      | Malines            | definitivo             |
| C        | Connor McLennan  | St. Johnstone      | prestito               |

### Sessione invernale
| Acquisti | Acquisti        | Acquisti     | Acquisti              |
| R.       | Nome            | da           | Modalità              |
| -------- | --------------- | ------------ | --------------------- |
| C        | Graeme Shinnie  | Wigan        | prestito              |
| C        | Patrik Myslovič | Žilina       | prestito              |
| D        | Mattie Pollock  | Watford      | prestito              |
| D        | Angus MacDonald | Swindon Town | definitivo (gratuito) |
| P        | Jay Gorter      | Ajax         | prestito              |
| C        | Dilan Markanday | Blackburn    | prestito              |

| Cessioni | Cessioni          | Cessioni      | Cessioni   |
| R.       | Nome              | a             | Modalità   |
| -------- | ----------------- | ------------- | ---------- |
| A        | Christian Ramirez | Columbus Crew | definitivo |
| A        | Vicente Besuijen  | Excelsior     | prestito   |
| A        | Anthony Stewart   | MK Dons       | prestito   |

## Risultati

### Scottish Premiership

#### Stagione regolare
| Arbitro: | Nick Walsh |

|                   |           |  |
| Welsh 3’ Jota 75’ | Marcatori |  |

| Arbitro: | Alan Muir |

|                                                |           |                   |
| Miovski 24’ (rig.), 37’ Clarkson 44’ Lopes 87’ | Marcatori | 53’ (rig.) Ayunga |

| Arbitro: | Chris Graham |

|                       |           |                                       |
| Miovski 42’ Hayes 47’ | Marcatori | 20’ Spittal 52’ Slattery 55’ van Veen |

| Arbitro: | Craig Napier |

|  |           |              |
|  | Marcatori | 56’ Clarkson |

| Arbitro: | Colin Steven |

|                                                                     |           |  |
| Miovski 41’ (rig.), 63’ McCrorie 58’ Besuijen 62’ (rig.) Duncan 87’ | Marcatori |  |

| Arbitro: | Kevin Clancy |

|            |           |           |
| Akio 90+5’ | Marcatori | 88’ Lopes |

| Arbitro: | Willie Collum |

|                        |           |                                 |
| Lopes 45’ Clarkson 53’ | Marcatori | 12’ Sakala 90+5’, 90+7’ Arfield |

| Arbitro: | David Dickinson |

|                                      |           |          |
| Boyle 45+4’ (rig.) Campbell 62’, 73’ | Marcatori | 4’ Lopes |

| Arbitro: | Kevin Clancy |

|                                                  |           |            |
| Besuijen 22’ Miovski 24’ (rig.), 45’ Stewart 63’ | Marcatori | 27’ Taylor |

| Arbitro: | Willie Collum |

|                                                           |           |  |
| Behic 41’ Watt 45’ McGrath 73’ (rig.) McCrorie 82’ (aut.) | Marcatori |  |

| Arbitro: | Don Robertson |

|                        |           |  |
| Lopes 74’ Besuijen 79’ | Marcatori |  |

| Arbitro: | Euan Anderson |

|           |           |                      |
| Behic 55’ | Marcatori | 7’ Miovski 69’ Lopes |

| Arbitro: | Nick Walsh |

|                                                     |           |            |
| Čolak 27’ Lundstram 45+3’ Tavernier 51’ Morelos 85’ | Marcatori | 21’ Barron |

| Arbitro: | David Munro |

|                                                     |           |                 |
| Miovski 45+8’ (rig.), 53’ Ramadani 61’ Clarkson 77’ | Marcatori | 69’ Kukharevych |

| Arbitro: | Nick Walsh |

|                               |           |                  |
| Fitzwater 7’ Kelly 18’ (rig.) | Marcatori | 57’ (rig.) Lopes |

| Arbitro: | Willie Collum |

|                    |           |  |
| Miovski 37’ (rig.) | Marcatori |  |

| Arbitro: | Steven McLean |

|  |           |              |
|  | Marcatori | 87’ McGregor |

| Arbitro: | Nick Walsh |

|                                            |           |            |
| O'Hara 38’ (rig.), 53’ (rig.) Kiltie 90+5’ | Marcatori | 9’ Kennedy |

| Arbitro: | Don Robertson |

|                         |           |               |
| Robinson 31’ Wright 42’ | Marcatori | 90+1’ Kennedy |

| Aberdeen 2 gennaio 2023, ore 15:00 20ª giornata | Aberdeen          | 0 – 0 referto | Ross County | Pittodrie Stadium (14.356 spett.)\| Arbitro: \| Matthew MacDermid \| |
| Arbitro:                                        | Matthew MacDermid |               |             |                                                                      |

| Arbitro: | Euan Anderson |

|                |           |  |
| Lopes 74’, 84’ | Marcatori |  |

| Arbitro: | Willie Collum |

|                                                                             |           |  |
| Shinnie 15’ (aut.) Smith 28’ Shankland 40’ (rig.) Ginnelly 45+1’ Devlin 61’ | Marcatori |  |

| Arbitro: | Craig Napier |

|                                                               |           |  |
| Campbell 10’, 15’, 55’ (rig.) Youan 45’ Nisbet 73’ Fish 90+1’ | Marcatori |  |

| Arbitro: | Grant Irvine |

|                    |           |                               |
| Miovski 73’ (rig.) | Marcatori | 57’, 81’ Main 90+1’ Gallagher |

| Arbitro: | Kevin Clancy |

|                            |           |                     |
| Lopes 42’ Miovski 63’, 69’ | Marcatori | 75’ (rig.) van Veen |

| Arbitro: | Willie Collum |

|                                       |           |  |
| McGregor 2’ Hatate 13’, 76’ Abada 89’ | Marcatori |  |

| Arbitro: | David Munro |

|             |           |  |
| Miovski 44’ | Marcatori |  |

| Arbitro: | John Beaton |

|                    |           |                                    |
| McGrath 73’ (rig.) | Marcatori | 56’ Lopes 80’ McCrorie 83’ Watkins |

| Arbitro: | David Dickinson |

|                           |           |  |
| Lopes 5’, 21’ Pollock 28’ | Marcatori |  |

| Arbitro: | Colin Steven |

|  |           |                     |
|  | Marcatori | 30’ (aut.) Matthews |

| Arbitro: | Don Robertson |

|               |           |  |
| Lopes 1’, 59’ | Marcatori |  |

| Arbitro: | Euan Anderson |

|  |           |           |
|  | Marcatori | 17’ Lopes |

| Arbitro: | Nick Walsh |

|                        |           |  |
| Scales 45’ Miovski 53’ | Marcatori |  |

#### Poule Scudetto
| Arbitro: | John Beaton |

|              |           |  |
| Cantwell 64’ | Marcatori |  |

| Aberdeen 13 maggio 2023, ore 15:00 35ª giornata | Aberdeen   | 0 – 0 | Hibernian | Pittodrie Stadium (18.620 spett.)\| Arbitro: \| Nick Walsh \| |
| Arbitro:                                        | Nick Walsh |       |           |                                                               |

| Arbitro: | Kevin Clancy |

|                            |           |             |
| Ginnelly 43’ Shankland 56’ | Marcatori | 31’ Pollock |

| Arbitro: | Don Robertson |

|                               |           |  |
| Clarkson 14’ Shinnie 43’, 49’ | Marcatori |  |

| Arbitro: | Alan Muir |

|                                             |           |  |
| Furuhashi 27’, 32’ Starfelt 78’ Oh 82’, 90’ | Marcatori |  |

### Scottish Cup
| Arbitro: | David Munro |

|                 |           |  |
| Kirkpatrick 19’ | Marcatori |  |

### Scottish League Cup
| Arbitro: | David Dickinson |

|  |           |                         |
|  | Marcatori | 63’ (rig.), 74’ Ramirez |

| Arbitro: | Colin Steven |

|                          |           |  |
| McCrorie 37’ Kennedy 57’ | Marcatori |  |

| Arbitro: | Craig Napier |

|  |           |                                                        |
|  | Marcatori | 14’, 43’ Besuijen 24’ Ramirez 31’ Kennedy 41’ McCrorie |

| Arbitro: | David Munro |

|                                          |           |  |
| Miovski 5’ (rig.) McCrorie 39’ Hayes 46’ | Marcatori |  |

| Arbitro: | Steven MacLean |

|                  |           |                                            |
| Swinglehurst 81’ | Marcatori | 56’, 105’ Besuijen 97’ Lopes 117’ Clarkson |

| Arbitro: | David Munro |

|                                                  |           |              |
| Lopes 15’ Holt 31’ (aut.) Coulson 34’ Duncan 86’ | Marcatori | 53’ Brownlie |

| Arbitro: | Nick Walsh |

|                    |           |             |
| Jack 10’ Roofe 94’ | Marcatori | 40’ Miovski |

## Statistiche

### Statistiche di squadra
Statistiche aggiornate al 27 maggio 2023.
| Competizione         | Punti | In casa | In casa | In casa | In casa | In casa | In casa | In trasferta | In trasferta | In trasferta | In trasferta | In trasferta | In trasferta | Totale | Totale | Totale | Totale | Totale | Totale | DR  |
| Competizione         | Punti | G       | V       | N       | P       | Gf      | Gs      | G            | V            | N            | P            | Gf           | Gs           | G      | V      | N      | P      | Gf     | Gs     | DR  |
| -------------------- | ----- | ------- | ------- | ------- | ------- | ------- | ------- | ------------ | ------------ | ------------ | ------------ | ------------ | ------------ | ------ | ------ | ------ | ------ | ------ | ------ | --- |
| Scottish Premiership | 57    | 19      | 13      | 2       | 4       | 41      | 14      | 19           | 5            | 1            | 13           | 15           | 46           | 38     | 18     | 3      | 17     | 56     | 60     | -4  |
| Scottish Cup         | -     | 0       | 0       | 0       | 0       | 0       | 0       | 1            | 0            | 0            | 1            | 0            | 1            | 1      | 0      | 0      | 1      | 0      | 1      | -1  |
| Scottish League Cup  | 12    | 3       | 3       | 0       | 0       | 9       | 1       | 3            | 3            | 0            | 0            | 12           | 1            | 7      | 6      | 0      | 1      | 22     | 4      | +18 |
| Totale               | 69    | 22      | 16      | 2       | 4       | 50      | 15      | 23           | 8            | 1            | 14           | 27           | 48           | 46     | 24     | 3      | 19     | 78     | 65     | +13 |

### Andamento in campionato
| Giornata  | 1  | 2 | 3 | 4 | 5 | 6 | 7 | 8 | 9 | 10 | 11 | 12 | 13 | 14 | 15 | 16 | 17 | 18 | 19 | 20 | 21 | 22 | 23 | 24 | 25 | 26 | 27 | 28 | 29 | 30 | 31 | 32 | 33 | 34 | 35 | 36 | 37 | 38 |
| --------- | -- | - | - | - | - | - | - | - | - | -- | -- | -- | -- | -- | -- | -- | -- | -- | -- | -- | -- | -- | -- | -- | -- | -- | -- | -- | -- | -- | -- | -- | -- | -- | -- | -- | -- | -- |
| Luogo     | T  | C | C | T | C | T | C | T | C | T  | C  | T  | T  | C  | T  | C  | C  | T  | T  | C  | C  | T  | T  | C  | C  | T  | C  | T  | C  | T  | C  | T  | C  | T  | C  | T  | C  | T  |
| Risultato | P  | V | P | V | V | N | P | P | V | P  | V  | V  | P  | V  | P  | V  | P  | P  | P  | N  | V  | P  | P  | P  | V  | P  | V  | V  | V  | V  | V  | V  | V  | P  | N  | P  | V  | P  |
| Posizione | 12 | 5 | 7 | 5 | 4 | 3 | 3 | 7 | 5 | 6  | 4  | 3  | 4  | 3  | 3  | 3  | 3  | 3  | 4  | 4  | 4  | 5  | 7  | 7  | 7  | 7  | 6  | 5  | 4  | 4  | 3  | 3  | 3  | 3  | 3  | 3  | 3  | 3  |

Legenda:

Luogo: C = Casa; T = Trasferta. Risultato: V = Vittoria; N = Pareggio; P = Sconfitta.

### Statistiche dei giocatori
| Giocatore     | Scottish Premiership | Scottish Premiership | Scottish Premiership | Scottish Premiership | Scottish Cup | Scottish Cup | Scottish Cup | Scottish Cup | League Cup | League Cup | League Cup  | League Cup | Totale   | Totale | Totale      | Totale     |
| Giocatore     | Presenze             | Reti                 | Ammonizioni          | Espulsioni           | Presenze     | Reti         | Ammonizioni  | Espulsioni   | Presenze   | Reti       | Ammonizioni | Espulsioni | Presenze | Reti   | Ammonizioni | Espulsioni |
| ------------- | -------------------- | -------------------- | -------------------- | -------------------- | ------------ | ------------ | ------------ | ------------ | ---------- | ---------- | ----------- | ---------- | -------- | ------ | ----------- | ---------- |
| J. Lewis      | 3                    | -14                  | 0                    | 0                    | 1            | -1           | 0            | 0            | 0          | 0          | 0           | 0          | 4        | -15    | 0           | 0          |
| J. Gorter     | 4                    | -6                   | 1                    | 0                    | 0            | 0            | 0            | 0            | 0          | 0          | 0           | 0          | 4        | -6     | 1           | 0          |
| K. Roos       | 31                   | -40                  | 0                    | 0                    | 0            | 0            | 0            | 0            | 7          | -4         | 0           | 0          | 38       | -44    | 0           | 0          |
| J. MacKenzie  | 18                   | 0                    | 3                    | 0                    | 0            | 0            | 0            | 0            | 1          | 0          | 0           | 0          | 19       | 0      | 3           | 0          |
| L. Scales     | 31                   | 1                    | 7                    | 2                    | 1            | 0            | 1            | 0            | 7          | 0          | 0           | 0          | 39       | 1      | 8           | 2          |
| A. Stewart    | 21                   | 1                    | 2                    | 1                    | 1            | 0            | 0            | 0            | 7          | 0          | 1           | 1          | 29       | 1      | 3           | 2          |
| M. Pollock    | 15                   | 2                    | 2                    | 0                    | 0            | 0            | 0            | 0            | 0          | 0          | 0           | 0          | 15       | 2      | 2           | 0          |
| H. Coulson    | 28                   | 0                    | 5                    | 0                    | 1            | 0            | 0            | 0            | 2          | 1          | 0           | 0          | 31       | 1      | 5           | 0          |
| J. Richardson | 19                   | 0                    | 3                    | 0                    | 0            | 0            | 0            | 0            | 5          | 0          | 1           | 0          | 24       | 0      | 4           | 0          |
| M. Hancock    | 0                    | 0                    | 0                    | 0                    | 0            | 0            | 0            | 0            | 4          | 0          | 0           | 0          | 4        | 0      | 0           | 0          |
| A. MacDonald  | 15                   | 0                    | 2                    | 0                    | 0            | 0            | 0            | 0            | 0          | 0          | 0           | 0          | 15       | 0      | 2           | 0          |
| R. McCrorie   | 33                   | 2                    | 5                    | 1                    | 1            | 0            | 0            | 0            | 7          | 3          | 2           | 0          | 41       | 5      | 7           | 1          |
| G. Shinnie    | 13                   | 2                    | 4                    | 2                    | 0            | 0            | 0            | 0            | 1          | 0          | 0           | 0          | 14       | 2      | 4           | 2          |
| C. Barron     | 17                   | 1                    | 2                    | 0                    | 0            | 0            | 0            | 0            | 2          | 0          | 0           | 0          | 19       | 1      | 2           | 0          |
| P. Myslovič   | 4                    | 0                    | 0                    | 0                    | 1            | 0            | 0            | 0            | 0          | 0          | 0           | 0          | 5        | 0      | 0           | 0          |
| Y. Ramadani   | 37                   | 1                    | 8                    | 0                    | 1            | 0            | 0            | 0            | 6          | 0          | 1           | 0          | 44       | 1      | 9           | 0          |
| J. Hayes      | 30                   | 1                    | 5                    | 0                    | 1            | 0            | 0            | 0            | 6          | 1          | 0           | 0          | 37       | 2      | 5           | 0          |
| L. Clarkson   | 34                   | 5                    | 5                    | 0                    | 1            | 0            | 1            | 0            | 3          | 1          | 0           | 0          | 38       | 6      | 6           | 0          |
| D. Polvara    | 3                    | 0                    | 0                    | 0                    | 0            | 0            | 0            | 0            | 3          | 0          | 0           | 0          | 6        | 0      | 0           | 0          |
| R. Duncan     | 24                   | 1                    | 2                    | 0                    | 1            | 0            | 0            | 0            | 6          | 1          | 0           | 0          | 31       | 2      | 2           | 0          |
| J. Milne      | 1                    | 0                    | 0                    | 0                    | 0            | 0            | 0            | 0            | 2          | 0          | 0           | 0          | 3        | 0      | 0           | 0          |
| S. Morris     | 13                   | 0                    | 0                    | 0                    | 0            | 0            | 0            | 0            | 2          | 0          | 0           | 0          | 15       | 0      | 0           | 0          |
| B. Miovski    | 37                   | 16                   | 6                    | 0                    | 1            | 0            | 1            | 0            | 4          | 2          | 1           | 0          | 42       | 18     | 8           | 0          |
| V. Besuijen   | 18                   | 3                    | 0                    | 0                    | 1            | 0            | 1            | 0            | 6          | 4          | 1           | 0          | 25       | 7      | 2           | 0          |
| D. Markanday  | 3                    | 0                    | 0                    | 0                    | 0            | 0            | 0            | 0            | 0          | 0          | 0           | 0          | 3        | 0      | 0           | 0          |
| L. Lopes      | 36                   | 16                   | 6                    | 0                    | 1            | 0            | 0            | 0            | 5          | 2          | 0           | 0          | 42       | 18     | 6           | 0          |
| M. Watkins    | 26                   | 1                    | 6                    | 0                    | 0            | 0            | 0            | 0            | 5          | 0          | 0           | 0          | 31       | 1      | 6           | 0          |
| M. Kennedy    | 21                   | 2                    | 2                    | 0                    | 1            | 0            | 0            | 0            | 6          | 2          | 1           | 0          | 28       | 4      | 3           | 0          |
| C. Roberts    | 3                    | 0                    | 0                    | 0                    | 1            | 0            | 0            | 0            | 0          | 0          | 0           | 0          | 4        | 0      | 0           | 0          |
| L. Harvey     | 0                    | 0                    | 0                    | 0                    | 0            | 0            | 0            | 0            | 1          | 0          | 0           | 0          | 1        | 0      | 0           | 0          |
| A. Bavidge    | 5                    | 0                    | 0                    | 0                    | 0            | 0            | 0            | 0            | 0          | 0          | 0           | 0          | 5        | 0      | 0           | 0          |
| C. Ramirez    | 9                    | 0                    | 0                    | 0                    | 0            | 0            | 0            | 0            | 6          | 3          | 0           | 0          | 15       | 3      | 0           | 0          |